# Kasteel van Traslage
Het Kasteel van Traslage (Frans: Château de Traslage) is een kasteel in de Franse gemeente Vicq-sur-Breuilh. Het kasteel is een beschermd historisch monument sinds 1992.